# Ifjúsági sakkvilágbajnokság

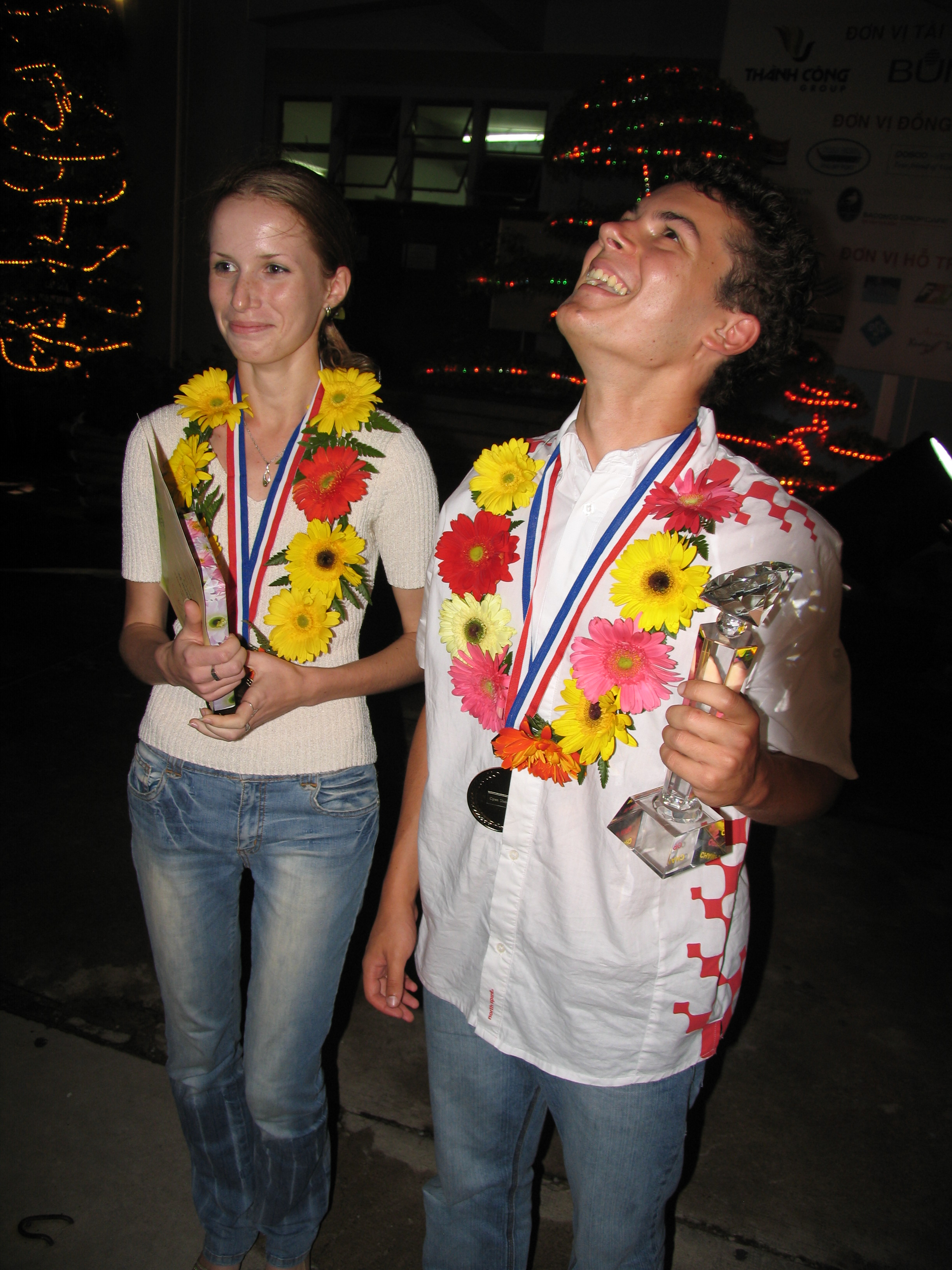
Ivan Šarić és Valentina Golubenko, a 2008-as férfi és női U18-as győztesek (Vũng Tàu, Vietnám, 2008. október 30.)

Az ifjúsági sakkvilágbajnokság a fiatal sakkozók számára rendezett világbajnoki verseny a 8, 10, 12, 14, 16 és 18 év alatti korosztályokban.

## Elődei
Első elődje az 1974-ben Franciaországban nem hivatalosan a 18 éven aluliak számára indított Kadétbajnokság. Ezt a következő két évben is a 18 éven aluliak számára rendezték, de 1976-ban már nagyon fiatal játékosokat is engedtek elindulni, mint Garri Kaszparov és Julian Hodgson, akik 12 évesek múltak akkor, és szerepelhetett néhány 18 évesnél valamivel idősebb játékos is, mint Louis Roos.
1977-ben ezt a bajnokságot a FIDE elismerte a 17 éven aluliak világbajnokságának. 1981-ben lejjebb szállították a korhatárt, és csak olyan játékosokat engedtek indulni, akik a bajnokság évének kezdetén még nem voltak 16 évesek.
1979-ben, a Nemzetközi Gyermekévben rendezték az első világkupát a 14 éven aluliaknak (U14). Erre a versenyre azután még háromszor került sor, 1980-ban, 1981-ben és 1984-ben. 1985-ben az U14-et hozzácsapták az Első Ifjúsági Sakk Világfesztivál versenyeihez. Ezután bevezették az U10, U12, U14 és U18 korosztályokat, majd később az U16-ot is. 1988-ban már szerepelt az U16-os korosztály, az U18-as versenyt azonban külön tartották. Később is előfordult, hogy az U16-os és az U18-as versenyek külön voltak, mint 1990-ben, 1991-ben, 1995-ben és 1997-ben.
A torna neve 1997-ben lett Ifjúsági sakkvilágbajnokság. Az U8 korosztályos versenyt 2006-ban vezették be.

## Magyar győztesek
Az U18-as korosztályban utoljára 2002-ben avattak magyar győztest, Berkes Ferenc személyében, Heraklióban. Előtte ez a bravúr a magyar sakkozók közül Almási Zoltánnak sikerült 1993-ban, Pozsonyban. Magyar női győztes ebben a korosztályban még nem volt. Az U16 korosztályban viszont 1981-ben Polgár Zsuzsa, 1984-ben Mádl Ildikó nyert. Ugyanebben a korosztályban 1994-ben Lékó Péter, 1997-ben a romániai magyar Vajda Levente lett a győztes. Az U14-es győztesek közt szerepel Polgár Zsófia (1986) és Polgár Judit (1990-ben a fiúk között), Erdős Viktor 2001-ben. Az U12-esek közt Polgár Judit (1988-ban, a fiúk között), az U10-esek közt pedig Fodor Tamás (2001).
Az első helyezettek mellett a magyar versenyzők az évek során minden korosztályban több második és harmadik helyezést is elértek.
A fiúk versenyében
- 1. helyezettek (korosztályos világbajnokok)
  - 1988 – Polgár Judit (U12)
  - 1990 _ Polgár Judit (U14)
  - 1993 – Almási Zoltán (U18)
  - 1994 – Lékó Péter (U16)
  - 2001 – Fodor Tamás (U10)
  - 2001 – Erdős Viktor (U14)
  - 2002 – Berkes Ferenc (U18)
- 2. helyezettek
  - 1991 – Lékó Péter (U12)
  - 1993 – Lékó Péter (U14)
  - 1994 – Ruck Róbert (U18)
  - 2000 – Gonda László (U12)
  - 2011 – Gledura Benjámin (U12)
- 3. helyezettek
  - 1989 – Lékó Péter (U10)
  - 1990 – Lékó Péter (U12)
  - 1991 – Almási Zoltán (U16)
  - 1992 – Soponyai Tamás (U12)
  - 1996 – Ács Péter (U16)
  - 2001 – Gonda László (U14)
  - 2011 – Antal Tibor Kende (U14)

A lányok versenyében
- 1. helyezettek (korosztályos világbajnokok)
  - 1981 – Polgár Zsuzsa (U16)
  - 1984 – Mádl Ildikó (U16)
  - 1986 – Polgár Zsófia (U14)
- 2. helyezettek
  - 1988 – Grábics Mónika (U12)
  - 1990 – Csőke Adrienn (U18)
  - 1993 – Lakos Nikoletta (U16)
  - 1995 – Gara Anita (U12)
  - 1995 – Lakos Nikoletta (U18)
  - 2015 – Gaál Zsóka (U8) (Holtversenyben 1–2.)[1]
  - 2017 – Gaál Zsóka (U10)[2]
- 3. helyezettek
  - 1986 – Polgár Judit (U16)
  - 1988 – Lendvai Edit (U10)
  - 1990 – Lakos Nikoletta (U12)
  - 1990 – Grábics Mónika (U14)
  - 1991 – Kiss Fernanda (U12)
  - 1992 – Grábics Mónika (U16)
  - 1995 – Kiss Judit (U14)
  - 1998 – Gara Tícia (U14)
  - 2012 – Juhász Judit (U8)

## Bajnokok

### U18
| Év   | Hely                             | Fiúk                                      | Lányok                                |
| ---- | -------------------------------- | ----------------------------------------- | ------------------------------------- |
| 1987 | San Juan (Puerto Rico)           | Gustavo Hernandez (Dominikai Köztársaság) | ??                                    |
| 1988 | Aguadilla (Puerto Rico)          | Michael Hennigan (Anglia)                 | Amelia Hernández (Venezuela)          |
| 1989 | Aguadilla (Puerto Rico)          | Vladimir Hakobján (Szovjetunió)           | Katrin Aladjova\| (Bulgária)          |
| 1990 | Szingapúr (Szingapúr)            | Szergej Tivjakov (Oroszország)            | Elena Luminita Radu-Cosma (Románia)   |
| 1991 | Guarapuava (Brazília)            | Vlagyimir Kramnyik (Oroszország)          | Natasa Strizak (Szerbia)              |
| 1992 | Duisburg (Németország)           | Konsztantyin Szakajev (Oroszország        | Ilaha Kadimova (Azerbajdzsán)         |
| 1993 | Pozsony (Szlovákia)              | Almási Zoltán (Magyarország)              | Ilaha Kadimova (Azerbajdzsán)         |
| 1994 | Szeged (Magyarország)            | Peter Szvidler (Oroszország)              | Inna Gaponyenko (Ukrajna)             |
| 1995 | Guarapuava (Brazília)            | Robert Kempiński (Lengyelország)          | Corina Peptan (Románia)               |
| 1996 | Cala Galdana (Menorca)           | Rafael Leitao (Brazília)                  | Marta Zielinska (Lengyelország)       |
| 1997 | Jereván (Örményország)           | Ruszlan Ponomarjov (Ukrajna)              | Ruszudan Goletiani (Grúzia)           |
| 1998 | Oropesa del Mar (Spanyolország)  | Nicholas Pert (Anglia)                    | Ruth Sheldon (Anglia)                 |
| 1999 | Oropesa del Mar (Spanyolország)  | Dmitrij Kokorjev (Oroszország)            | Ramaswamy Aarthie (India)             |
| 2000 | Oropesa del Mar (Spanyolország)  | Francisco Vallejo Pons (Spanyolország)    | Zejnab Mamedjarova (Azerbajdzsán)     |
| 2001 | Oropesa del Mar (Spanyolország)  | Dmitrij Jakovenko (Oroszország)           | Sopio Gvetadze (Grúzia)               |
| 2002 | Heraklio (Görögország)           | Berkes Ferenc (Magyarország)              | Elisabeth Pähtz (Németország)         |
| 2003 | Halkidikí (Görögország)          | Sahrijar Mamedjarov (Azerbajdzsán)        | Nana Dzagnidze (Grúzia)               |
| 2004 | Heraklio (Görögország)           | Radosław Wojtaszek (Lengyelország)        | Jolanta Zawadzka (Lengyelország)      |
| 2005 | Belfort (Franciaország)          | Ildar Khairullin (Oroszország)            | Maka Purtszeladze (Grúzia)            |
| 2006 | Batumi (Grúzia)                  | Arik Braun (Németország)                  | Drónavalli Hárika (India)             |
| 2007 | Kemer/Antalya (Törökország)      | Ivan Popov (Oroszország)                  | Valentyina Gunyina (Oroszország)      |
| 2008 | Vung Tau (Vietnám)               | Ivan Saric (Horvátország)                 | Valentina Golubenko (Horvátország)    |
| 2009 | Antalya (Törökország)            | Maxim Matlakov (Oroszország)              | Olga Girja (Oroszország)              |
| 2010 | Halkidikí (Görögország)          | Steven Zierk (USA)                        | Narmin Kazimova (Azerbajdzsán)        |
| 2011 | Caldas Novas (Brazília)          | Samvel Ter Sahakyan (Örményország)        | Meri Arabidze (Grúzia)                |
| 2012 | Maribor (Szlovénia)              | Dariusz Swiercz (Lengyelország)           | Alekszandra Gorjacskina (Oroszország) |
| 2013 | El-Ajn (Egyesült Arab Emírségek) | Pouya Idani (Irán)                        | Lidia Tomnikova (Oroszország)         |
| 2014 | Durban (Dél-afrikai Köztársaság) | Olekszandr Bortnik (Ukrajna)              | Dinara Saduakassova (Kazahsztán)      |
| 2015 | Porto Carras (Görögország)       | Masoud Mosadeghpour (Irán)                | Mahalakshmi M. (India)                |
| 2016 | Hanti-Manszijszk (Oroszország)   | Manuel Petroszjan (Örményország)          | Stavroula Tsolakidou (Görögország)    |
| 2017 | Montevideo (Uruguay)             | José Eduardo Martínez (Peru)              | Laura Unuk (Szlovénia)                |
| 2018 | Halkidikí (Görögország)          | Viktor Gazik (Szlovákia)                  | Polina Suvalova (Oroszország)         |
| 2019 | Mumbai (India)                   | R Praggnanandhaa (India)                  | Polina Suvalova (Oroszország)         |
| 2022 | Mamaia (Románia)                 | Shawn Rodrigue-Lemieux (Kanada)           | Mariam Mkrtchyan (Örményország)       |

### Nemhivatalos U18 kadétbajnokság
| Év   | Helyszín                         | Fiúk                      |
| ---- | -------------------------------- | ------------------------- |
| 1974 | Pont St. Maxence (Franciaország) | Jonathan Mestel (Anglia)  |
| 1975 | Creil (Franciaország)            | David S. Goodman (Anglia) |
| 1976 | Wattignies (Franciaország)       | Nir Grinberg (Izrael)     |

### Hivatalos U17 kadétbajnokság
| Év   | Helyszín                       | Fiúk                               |
| ---- | ------------------------------ | ---------------------------------- |
| 1977 | Cagnes-sur-Mer (Franciaország) | Jon Arnason (Izland)               |
| 1978 | Sas van Gent (Hollandia)       | Paul Motwani (Skócia)              |
| 1979 | Belfort (Franciaország)        | Marcelo Javier Tempone (Argentína) |
| 1980 | Le Havre (Franciaország)       | Valerij Szalov (Szovjetunió)       |

### U16 világbajnokok
| Év   | Helyszín                            | Fiúk                                       | Lányok                                   |
| ---- | ----------------------------------- | ------------------------------------------ | ---------------------------------------- |
| 1981 | Embalse, Córdoba (Argentína)        | Stuart Conquest (Anglia)                   | Polgár Zsuzsa (Magyarország)             |
| 1982 | Guayaquil (Ecuador)                 | Jevgenyij Barejev (Szovjetunió)            |                                          |
| 1983 | Bucaramanga (Kolumbia)              | Alekszej Drejev (Szovjetunió)              |                                          |
| 1984 | Champigny-sur-Marne (Franciaország) | Alekszej Drejev (Szovjetunió)              | Mádl Ildikó (Magyarország)               |
| 1985 | Petah Tikva (Izrael)                | Eduardo Rojas Sepulveda (Chile)            | Mirjana Marić (Jugoszlávia)              |
| 1986 | Río Gallegos (Argentína)            | Vladimir Hakobján (Szovjetunió)            | Katrin Aladjova (Bulgária)               |
| 1987 | Innsbruck (Ausztria)                | Hannes Stefansson (Izland)                 | Alisza Galljamova (Szovjetunió)          |
| 1988 | Temesvár (Románia)                  | Aleksejs Širovs (Szovjetunió)              | Alisza Galljamova (Szovjetunió)          |
| 1989 | Aguadilla (Puerto Rico)             | Szergej Tyivjakov (Szovjetunió)            | Krystyna Dąbrowska (Lengyelország)       |
| 1990 | Szingapúr (Szingapúr)               | Konsztantyin Sakajev (Szovjetunió)         | Tea Lanchava (Grúzia)                    |
| 1991 | Guarapuava (Brazília)               | Dharshan Kumaran (Anglia)                  | Nino Khurtsidze (Grúzia)                 |
| 1992 | Duisburg (Németország)              | Ronen Har-Zvi (Izrael)                     | Almira Skripchenko (Moldova)             |
| 1993 | Pozsony (Szlovákia)                 | Dao Thien Hai (Vietnám)                    | Elina Danielian (Örményország)           |
| 1994 | Szeged (Magyarország)               | Lékó Péter (Magyarország)                  | Natalija Zsukova (Ukrajna)               |
| 1995 | Guarapuava (Brazília)               | Hrvoje Stević (Horvátország)               | Rusudan Goletiani (Grúzia)               |
| 1996 | Cala Galdana (Menorca)              | Alik Gershon (Izrael)                      | Anna Zozulia (Ukrajna)                   |
| 1997 | Jereván (Örményország)              | Vajda Levente (Románia)                    | Xu Yuanyuan (Kína)                       |
| 1998 | Oropesa del Mar (Spanyolország)     | Ibraghim Khamrakulov (Üzbegisztán)         | Wang Yu (Kína)                           |
| 1999 | Oropesa del Mar (Spanyolország)     | Leonid Kritz (Németország)                 | Sopiko Khukhashvili (Grúzia)             |
| 2000 | Oropesa del Mar (Spanyolország)     | Zviad Izoria (Grúzia)                      | Sopiko Khukhashvili (Grúzia)             |
| 2001 | Oropesa del Mar (Spanyolország)     | Konstantine Shanava (Grúzia)               | Nana Dzagnidze (Grúzia)                  |
| 2002 | Heraklio (Görögország)              | Levan Pantsulaia (Grúzia)                  | Tamara Csistyakova (Oroszország)         |
| 2003 | Halkidiki (Görögország)             | Borki Predojević (Bosznia Hercegovina)     | Polina Maliseva (Oroszország)            |
| 2004 | Heraklio (Görögország)              | Maxim Rodshtein (Izrael)                   | Bela Khotenashvili (Grúzia)              |
| 2005 | Belfort (Franciaország)             | Alex Lenderman (Amerikai Egyesült Államok) | Anna Muzicsuk (Szlovénia)                |
| 2006 | Batumi (Grúzia)                     | Jacek Tomczak (Lengyelország)              | Sopiko Guramishvili (Grúzia)             |
| 2007 | Kemer/Antalya (Törökország)         | Cristian Chirila Ioan (Románia)            | Keti Tsatsalashvili (Grúzia)             |
| 2008 | Vũng Tàu (Vietnám)                  | B Adhiban (India)                          | Nazi Paikidze (Grúzia)                   |
| 2009 | Antalya (Törökország)               | S.P. Sethuraman (India)                    | Deysi Cori (Peru)                        |
| 2010 | Halkidiki (Görögország)             | Kamil Dragun (Lengyelország)               | Nastassia Ziaziulkina (Fehéroroszország) |
| 2011 | Caldas Novas (Brazília)             | Jorge Cori (Peru)                          | Nastassia Ziaziulkina (Fehéroroszország) |
| 2012 | Maribor (Szlovénia)                 | Urii Jeliszejev (Oroszország)              | Anna Styazskina (Oroszország)            |
| 2013 | El-Ajn (Egyesült Arab Emírségek)    | Murali Karthikeyan (India)                 | Tianlu Gu (Kína)                         |
| 2014 | Durban (Dél-afrikai Köztársaság)    | Alan Pichot (Argentína)                    | Laura Unuk (Szlovénia)                   |
| 2015 | Porto Carras (Görögország)          | Roven Vogel (Németország)                  | Stavroula Tsolakidou (Görögország)       |
| 2016 | Hanti Manszijszk (Oroszország)      | Haik M. Martiroszjan (Örményország)        | Hagawane Aakanksha (India)               |
| 2017 | Montevideo (Uruguay)                | Andrej Jeszipenko (Oroszország)            | Annie Wang (Amerikai Egyesült Államok)   |
| 2018 | Halkidikí (Görögország)             | Shant Sargsyan (Örményország)              | Annmarie Muetsch (Németország)           |
| 2019 | Mumbai (India)                      | Rudik Makarian (Oroszország)               | Leya Garifullina (Oroszország)           |
| 2022 | Mamaia (Románia)                    | Pranav Anand (India)                       | Munkhzul Davaakhuu (Mongólia)            |

### U14 világbajnokok
Fiúk
| Év   | Helyszín                    | Fiúk                                        |
| ---- | --------------------------- | ------------------------------------------- |
| 1979 | Durango (Mexikó)            | Miroljub Lazic (Jugoszlávia)                |
| 1980 | Mazatlán (Mexikó)           | Julio Granda (Peru)                         |
| 1981 | Xalapa-Enríquez (Mexikó)    | Saeed Ahmed Saeed (Egyesült Arab Emírségek) |
| 1984 | Lomas de Zamora (Argentína) | Lluís Comas Fabregó (Spanyolország)         |
Fiúk és lányok
| Év   | Helyszín                                | Fiúk                                      | Lányok                                |
| ---- | --------------------------------------- | ----------------------------------------- | ------------------------------------- |
| 1985 | Lomas de Zamora (Argentína)             | Ilya Gurevich (Amerikai Egyesült Államok) | Sandra Villegas (Argentína)           |
| 1986 | San Juan (Puerto Rico)                  | Joël Lautier (Franciaország)              | Polgár Zsófia (Magyarország)          |
| 1987 | San Juan (Puerto Rico)                  | Miroslav Marković (Jugoszlávia)           | Cathy Haslinger (Anglia)              |
| 1988 | Temesvár (Románia)                      | Eran Liss (Izrael)                        | Tea Lanchava (Grúzia)                 |
| 1989 | Aguadilla (Puerto Rico)                 | Veszelin Topalov (Bulgária)               | Anna Segal (Szovjetunió)              |
| 1990 | Fond du Lac (Amerikai Egyesült Államok) | Polgár Judit (Magyarország)               | Diana Darcsija (Szovjetunió)          |
| 1991 | Varsó (Lengyelország)                   | Marcin Kamiński (Lengyelország)           | Corina Peptan (Románia)               |
| 1992 | Duisburg (Németország)                  | Jurij Tyihonov (Fehéroroszország)         | Elina Danielian (Örményország)        |
| 1993 | Pozsony (Szlovákia)                     | Vlagyimir Malahov (Oroszország)           | Ruth Sheldon (Anglia)                 |
| 1994 | Szeged (Magyarország)                   | Alik Gershon (Izrael)                     | Dorota Iwaniuk (Lengyelország)        |
| 1995 | São Lourenço (Brazília)                 | Valeriane Gaprindashvili (Grúzia)         | Xu Xuun Yuan (Kína)                   |
| 1996 | Cala Galdana (Menorca)                  | Gabriel Szargiszjan (Örményország)        | Wang Yu (Kína)                        |
| 1997 | Cannes (Franciaország)                  | Szergej Grigorjanc (Oroszország)          | Ana Matnadze (Grúzia)                 |
| 1998 | Oropesa del Mar (Spanyolország)         | Pu Hsziang-cse (Kína)                     | Nagyezsda Koszinceva (Oroszország)    |
| 1999 | Oropesa del Mar (Spanyolország)         | Zahar Efimenko (Ukrajna)                  | Csao Hszüe (Kína)                     |
| 2000 | Oropesa del Mar (Spanyolország)         | Alexander Aresenko (Ukrajna)              | Kónéru Hanpi (India)                  |
| 2001 | Oropesa del Mar (Spanyolország)         | Erdős Viktor (Magyarország)               | Salome Melia (Grúzia)                 |
| 2002 | Heraklio (Görögország)                  | Luka Lenič (Szlovénia)                    | Laura Rogule (Lettország)             |
| 2003 | Halkidikí (Görögország)                 | Szergej Zsigalko (Fehéroroszország)       | Valentyina Gunyina (Oroszország)      |
| 2004 | Heraklio (Görögország)                  | Ildar Kajrullin (Oroszország)             | Drónavalli Hárika (India)             |
| 2005 | Belfort (Franciaország)                 | Le Quang Liem (Vietnám)                   | Jelena Tairova (Oroszország)          |
| 2006 | Batumi (Grúzia)                         | Vasif Durarbeyli (Azerbajdzsán)           | Klaudia Kulon (Lengyelország)         |
| 2007 | Kemer/Antalya (Törökország)             | Szanan Szjugirov (Oroszország)            | Nazi Paikidze (Grúzia)                |
| 2008 | Vũng Tàu (Vietnám)                      | Santosh Gujrathi Vidit (India)            | Padmini Rout (India)                  |
| 2009 | Antalya (Törökország)                   | Jorge Cori Tello (Peru)                   | Marsel Efroimski (Izrael)             |
| 2010 | Halkidikí (Görögország)                 | Kanan Izzat (Azerbajdzsán)                | Dinara Saduakassova (Kazahsztán)      |
| 2011 | Caldas Novas (Brazília)                 | Kirill Alekszejenko (Oroszország)         | Alekszandra Gorjacskina (Oroszország) |
| 2012 | Maribor (Szlovénia)                     | Kayden Troff (Amerikai Egyesült Államok)  | Mahalakshmi M (India)                 |
| 2013 | El-Ajn (Egyesült Arab Emírségek)        | Di Li (Kína)                              | Stavroula Tsolakidou (Görögország)    |
| 2014 | Durban (Dél-afrikai Köztársaság)        | Jan Liu (Kína)                            | Csijü Csou (Kanada)                   |
| 2015 | Porto Carra (Görögország)               | Shamsiddin Vokhidov (Üzbegisztán)         | Vaishali R. (India)                   |
| 2016 | Hanti-Manszijszk (Oroszország)          | Szemjon Lomaszov (Oroszország)            | Csu Csi-ner (Kína)                    |
| 2017 | Montevideo (Uruguay)                    | Batsuren Dambasuren (Mongólia)            | Jishitha D. (India)                   |
| 2018 | Halkidikí (Görögország)                 | Pedro Antonio Gines Esteo (Spanyolország) | Ning Kaj-jü (Kína)                    |
| 2019 | Mumbai (India)                          | Aydin Suleymanli (Azerbajdzsán)           | Meruert Kamalidenova (Kazahsztán)     |
| 2022 | Mamaia (Románia)                        | Ilamparthi A R (India)                    | Zarina Nurgaliyeva (Kazahsztán)       |

### U12 világbajnokok
| Év   | Helyszín                                | Fiúk                                          | Lányok                                     |
| ---- | --------------------------------------- | --------------------------------------------- | ------------------------------------------ |
| 1986 | San Juan (Puerto Rico)                  | Dharshan Kumaran (Anglia)                     | ??                                         |
| 1987 | San Juan (Puerto Rico)                  | Hedinn Steingrimsson (Izland)                 | Yvonne Krawiec (Amerikai Egyesült Államok) |
| 1988 | Temesvár (Románia)                      | Polgár Judit (Magyarország)                   | Csu Csen (Kína)                            |
| 1989 | Aguadilla (Puerto Rico)                 | Marcin Kamiński (Lengyelország)               | Diana Darchia (Szovjetunió)                |
| 1990 | Fond du Lac (Amerikai Egyesült Államok) | Borisz Avruh (Szovjetunió)                    | Corina Peptan (Románia)                    |
| 1991 | Varsó (Lengyelország)                   | Rafael Leitao (Brazília)                      | Dalia Blimke (Lengyelország)               |
| 1992 | Duisburg (Németország)                  | Giorgi Bakhtadze (Grúzia)                     | Iweta Radziewicz (Lengyelország)           |
| 1993 | Pozsony (Szlovákia)                     | Jevgenyij Saposnyikov (Oroszország)           | Eugenia Haszovnyikova (Oroszország)        |
| 1994 | Szeged (Magyarország)                   | Levon Aronján (Örményország)                  | Nguyen Thi Dung (Vietnám)                  |
| 1995 | São Lourenço (Brazília)                 | Étienne Bacrot (Franciaország)                | Viktorija Čmilytė (Litvánia)               |
| 1996 | Cala Galdana (Menorca)                  | Kamil Mitoń (Lengyelország)                   | Alekszandra Kosztyenyuk (Oroszország)      |
| 1997 | Cannes (Franciaország)                  | Alexander Rjazancev (Oroszország)             | Csao Hszüe (Kína)                          |
| 1998 | Oropesa del Mar (Spanyolország)         | Tejmur Radzsabov (Azerbajdzsán)               | Kónéru Hanpi (India)                       |
| 1999 | Oropesa del Mar (Spanyolország)         | Vang Jüe (Kína)                               | Nana Dzagnidze (Grúzia)                    |
| 2000 | Oropesa del Mar (Spanyolország)         | Deep Sengupta (India)                         | Atousa Pourkashiyan (Irán)                 |
| 2001 | Oropesa del Mar (Spanyolország)         | Szergej Karjakin (Ukrajna)                    | Sen Jang (Kína)                            |
| 2002 | Heraklio (Görögország)                  | Jan Nyepomnyascsij (Oroszország)              | Tan Csung-ji (Kína)                        |
| 2003 | Halkidikí (Görögország)                 | Wei Chenpeng (Kína)                           | Ding Yixin (Kína)                          |
| 2004 | Heraklio (Görögország)                  | Zhao Nan (Kína)                               | Klaudia Kulon (Lengyelország)              |
| 2005 | Belfort (Franciaország)                 | Srinath Narayanan (India)                     | Meri Arabidze (Grúzia)                     |
| 2006 | Batumi (Grúzia)                         | Robert Aghasaryan (Örményország)              | Mariam Danelia (Grúzia)                    |
| 2007 | Kemer/Antalya (Törökország)             | Daniel Naroditsky (Amerikai Egyesült Államok) | Marsel Efroimski (Izrael)                  |
| 2008 | Vũng Tàu (Vietnám)                      | Sayantan Das (India)                          | Zhai Mo (Kína)                             |
| 2009 | Antalya (Törökország)                   | Bobby Cheng (Ausztrália (ország))             | Sara Khadem (Irán)                         |
| 2010 | Halkidikí (Görögország)                 | Wei Yi (Kína)                                 | Iulija Osmak (Ukrajna)                     |
| 2011 | Caldas Novas (Brazília)                 | Karthikeyan Murali (India)                    | Zhansaya Abdumalik (Kazahsztán)            |
| 2012 | Maribor (Szlovénia)                     | Samuel Sevian (Amerikai Egyesült Államok)     | Vaishali R (India)                         |
| 2013 | El-Ajn (Egyesült Arab Emírségek)        | Aram Hakobyan (Örményország)                  | Shengxin Zhao (Kína)                       |
| 2014 | Durban (Dél-afrikai Köztársaság)        | Anh Khoi Nguyen (Vietnám)                     | Jennifer Yu (Amerikai Egyesült Államok)    |
| 2015 | Porto Carra (Görögország)               | Mahammad Muradli (Azerbajdzsán)               | Nurgyul Salimova (Bulgária)                |
| 2016 | Batumi (Grúzia)                         | Nikhil Kumar (Amerikai Egyesült Államok)      | Bibissara Assaubayeva (Oroszország)        |
| 2017 | Poços de Caldas (Brazília)              | Tsay Vincent (Amerikai Egyesült Államok)      | Divja Desmukh (India)                      |
| 2018 | Santiago de Compostela (Spanyolország)  | Gukesh D (India)                              | Savitha Shri B (India)                     |
| 2019 | Weifang (Kína)                          | Zhou Liran (Amerikai Egyesült Államok)        | Galina Mikheeva (Oroszország)              |
| 2022 | Batumi (Grúzia)                         | Artem Uskov (FIDE)                            | Shubhi Gupta (India)                       |

### U10 világbajnokok
| Év   | Helyszín                                | Fiúk                                                             | Lányok                                     |
| ---- | --------------------------------------- | ---------------------------------------------------------------- | ------------------------------------------ |
| 1986 | San Juan (Puerto Rico)                  | Jeff Sarwer (Kanada)                                             | Julia Sarwer (Kanada)                      |
| 1987 | San Juan (Puerto Rico)                  | John Viloria (Amerikai Egyesült Államok)                         | Susan Urminska (Amerikai Egyesült Államok) |
| 1988 | Temesvár (Románia)                      | Horge Hasbun (Honduras) John Viloria (Amerikai Egyesült Államok) | Corina Peptan (Románia)                    |
| 1989 | Aguadilla (Puerto Rico)                 | Irwin Irnandi (Indonézia)                                        | Antoaneta Sztefanova (Bulgária)            |
| 1990 | Fond du Lac (Amerikai Egyesült Államok) | Nawrose Farh Nur (Amerikai Egyesült Államok)                     | Evelyn Moncayo Romero (Ecuador)            |
| 1991 | Varsó (Lengyelország)                   | Adrien Leroy (Franciaország)                                     | Carmen Voicu (Románia)                     |
| 1992 | Duisburg (Németország)                  | Luke McShane (Anglia)                                            | Parvana Ismaïlova (Azerbajdzsán)           |
| 1993 | Pozsony (Szlovákia)                     | Étienne Bacrot (Franciaország)                                   | Ana Matnadze (Grúzia)                      |
| 1994 | Szeged (Magyarország)                   | Szergej Griscsenko (Oroszország)                                 | Szvetlana Herednyicsenko (Ukrajna)         |
| 1995 | São Lourenço (Brazília)                 | Borisz Gracsev (Oroszország)                                     | Alina Motoc (Románia)                      |
| 1996 | Cala Galdana (Menorca)                  | Pendjála Harikrisna (India)                                      | Maria Kurszova (Oroszország)               |
| 1997 | Cannes (Franciaország)                  | Javad Alavi (Irán)                                               | Kónéru Hanpi (India)                       |
| 1998 | Oropesa del Mar (Spanyolország)         | Jevgenyij Romanov (Oroszország)                                  | Vera Nyebolsina (Oroszország)              |
| 1999 | Oropesa del Mar (Spanyolország)         | Dimitrij Andreikin (Oroszország)                                 | Katyerina Lahno (Ukrajna)                  |
| 2000 | Oropesa del Mar (Spanyolország)         | Nguyen Ngoc Truong Son (Vietnám)                                 | Tan Csung-ji (Kína)                        |
| 2001 | Oropesa del Mar (Spanyolország)         | Fodor Tamás (Magyarország)                                       | Tan Csung-ji (Kína)                        |
| 2002 | Heraklio (Görögország)                  | Eltaj Safarli (Azerbajdzsán)                                     | Lara Stock (Horvátország)                  |
| 2003 | Halkidikí (Görögország)                 | Szanan Szjugirov (Oroszország)                                   | Hou Ji-fan (Kína)                          |
| 2004 | Heraklio (Görögország)                  | Jü Jang-ji (Kína)                                                | Meri Arabidze (Grúzia)                     |
| 2005 | Belfort (Franciaország)                 | Sahaj Grover (India)                                             | Wang Jue (Kína)                            |
| 2006 | Batumi (Grúzia)                         | Koushik Girish (India)                                           | Choletti Sahajasri (India)                 |
| 2007 | Kemer/Antalya (Törökország)             | Wang Tong Sen (Kína)                                             | Anna Styazskina (Oroszország)              |
| 2008 | Vũng Tàu (Vietnám)                      | Jan-Krzysztof Duda (Lengyelország)                               | Alekszandra Gorjacskina (Oroszország)      |
| 2009 | Antalya (Törökország)                   | Bai Jinshi (Kína)                                                | Gunay Mammadzada (Azerbajdzsán)            |
| 2010 | Halkidikí (Görögország)                 | Jason Cao (Kanada)                                               | Davaademberel Nominerdene (Mongólia)       |
| 2011 | Caldas Novas (Brazília)                 | Zhu Yi (Kína)                                                    | Alexandra Obolentseva (Oroszország)        |
| 2012 | Maribor (Szlovénia)                     | Nguyen Anh Khoi (Vietnám)                                        | Priyanka N (India)                         |
| 2013 | El-Ajn (Egyesült Arab Emírségek)        | Awonder Liang (Amerikai Egyesült Államok)                        | Saina Salonika (India)                     |
| 2014 | Durban (Dél-afrikai Köztársaság)        | Sarin Nihal (India)                                              | Divja Desmukh (India)                      |
| 2015 | Porto Carra (Görögország)               | Praggnanandhaa R. (India)                                        | Ravi Rakshitta (India)                     |
| 2016 | Batumi (Grúzia)                         | Ilja Makovejev (Oroszország)                                     | Rochelle Wu (Amerikai Egyesült Államok)    |
| 2017 | Poços de Caldas (Brazília)              | Zhou Liran (Amerikai Egyesült Államok)                           | Vej Ja-csing (Kína)                        |
| 2018 | Santiago de Compostela (Spanyolország)  | Csin Jüe-heng (Kína)                                             | Samantha Edithso (Indonézia)               |
| 2019 | Weifang (Kína)                          | Savva Vetokhin (Oroszország)                                     | Alice Lee (Amerikai Egyesült Államok)      |
| 2022 | Batumi (Grúzia)                         | David Lacan Rus (Franciaország)                                  | Nika Venskaya (Oroszország)                |

### U8 világbajnokok
| Év   | Helyszín                               | Fiúk                                           | Lányok                                        |
| ---- | -------------------------------------- | ---------------------------------------------- | --------------------------------------------- |
| 2006 | Batumi (Grúzia)                        | Chennamsetti Mohineesh (India)                 | Ivana Maria Furtado (India)                   |
| 2007 | Kemer/Antalya (Törökország)            | Konsztantyin Savenkov (Oroszország)            | Ivana Maria Furtado (India)                   |
| 2008 | Vũng Tàu (Vietnám)                     | Tran Minh Thang (Vietnám)                      | Zhansaya Abdumalik (Kazahsztán)               |
| 2009 | Antalya (Törökország)                  | Arian Gholami (Irán)                           | Chu Ruotong (Kína)                            |
| 2010 | Halkidiki (Görögország)                | Gadimbayli Abdulla Azar (Azerbajdzsán)         | Li Yunshan (Kína)                             |
| 2011 | Caldas Novas (Brazília)                | Awonder Liang (Amerikai Egyesült Államok)      | Assaubayeva Bibissara (Kazahsztán)            |
| 2012 | Maribor (Szlovénia)                    | Nodirbek Abdusattorov (Üzbegisztán)            | Motahare Asadi (Irán)                         |
| 2013 | El-Ajn (Egyesült Arab Emírségek)       | Praggnanandhaa R (India)                       | Harmony Zhu (Kanada)                          |
| 2014 | Durban (Dél-afrikai Köztársaság)       | Ilja Makovejev (Oroszország)                   | Munkhzul Davaakhuu (Mongólia)                 |
| 2015 | Porto Carra (Görögország)              | Bharath Subramaniyam H. (India)                | Nguyen Le Cam Hien (Vietnám)                  |
| 2016 | Batumi (Grúzia)                        | Shageldi Kurbandurdyew (Türkmenisztán)         | Aisha Zakirova (Kazahsztán)                   |
| 2017 | Poços de Caldas (Brazília)             | Emrikian Aren C (Amerikai Egyesült Államok)    | Alserkal Rouda Essa (Egyesült Arab Emírségek) |
| 2018 | Santiago de Compostela (Spanyolország) | Yuvraj Chennareddy (Amerikai Egyesült Államok) | Csao Jün-csing (Kína)                         |
| 2019 | Weifang (Kína)                         | Artem S. Lebedev (Oroszország)                 | Jüan Cse-lin (Kína)                           |
| 2022 | Batumi (Grúzia)                        | Marc Llari (Franciaország)                     | Charvi A (India)                              |